# Könyvtári Szemle (1957–1985)
A Könyvtári Szemle a könyvtárosok negyedévi folyóirata. (1957-1985, 1991-)

## Története
Eredetileg Könyvtárosok Tájékoztatója címmel indult 1957-ben. Első kilenc évében a Revista Bibliotecilor c. román lap fontosabb írásait közölte magyar fordításban. 1966-tól X. évfolyam jelzéssel felvette a Könyvtári Szemle nevet. A címváltozás önállósodási folyamat kezdetét is jelentette. 1971-től a román és a magyar lap főszerkesztője, Ștefan Gruia mellett a Könyvtári Szemle összeállítása Balogh József szerkesztő feladata lett. A következő három év (1971-73) a lap fénykora, hatósugara túlmutat a csak könyvtári szakembereket érintő témakörökön, kielégítve a legszélesebb olvasóközönség bibliográfiai és bibliofil igényeit.
Ezt a feladatot önállóságának megszüntetése és a Művelődés c. folyóiratba negyedévi rovatként beolvasztva, majd kiemelhető mellékletként is betöltötte Könyvtár c. alatt (1974-77). Szerkesztőként továbbra is Balogh József (1979-80 között Mezei József) jegyezte. 1983-tól a Művelődés megszüntetéséig (1985) újra csak rovat, havi öt oldalon, a szerkesztő nevének feltüntetése nélkül. 1991-ben önálló laptestben, ugyancsak a Művelődés mellékleteként indult újra, félévi megjelenéssel Könyvesház címen, új évfolyamjelzéssel.